# الآثار الإجتماعية لموسيقى الروك
نشأت موسيقى الروك من أنواع أخرى من الموسيقى التي كانت منتشرة منذ الثلاثينيات والأربعينيات من القرن العشرين. أثرت على المجتمع وعلى
الكثير من مناحي الحياة، حيث أن تأثيرها هذا كان قوي لدرجة أن قلة من التطورات الاجتماعية عادلتها في قوتها. وعلى الرغم من أن المعروف عن
موسيقى الروك بأنها تزيد التوتر، فإنها في الواقع تزيد من الرفاهية والإنتاجية وتساعد على إدراة الغضب والتعبير عنه، كما أنها أضحت
تمثل خيطاً من الثقافة الشعبية، حيث تم استخدامها في الإعلانات التلفزيونية والموسيقى التصويرية للأفلام والبرامج التلفزيونية.

## الجنس والمخدرات
ارتبط أسلوب حياة الروك أند رول بالجنس والمخدرات. حيث أنه عُرف عن العديد من نجومها الأوائل إضافة إلى نظرائهم في موسيقى الجاز والبلوز
بشربهم للخمر ما أدى إلى إتباع الشباب لهم في هذا الأمر، كما عملوا دائماً على جذب (الفتيات اللاتي اتبعنهم) اللاتي أمضين وقتًا مع أعضاء الفرقة
وغالبًا ما قدموا خدمات جنسية لهم.
كمثال على هذا الأمر عندما استذكرت روبن غرين بحنين أجواء الجنس التي شكلت ثقافة مكتب "رولينغ ستون" في سبعينيات القرن الماضي وكيف
كان جميع الكتاب والمصورين ينتقلون من فراش إلى آخر وهم فاقدون للسيطرة على أنفسهم بسبب الكوكايين.

## الموضة
لطالما أثرت الموسيقى على الموضة ولطالما حدث العكس فالموضة هي شكل من أشكال التعبير عن الذات لدى الموسيقيين.
ففي منتصف الستينيات في المملكة المتحدة، نشأ التنافس بين "المودز" (الذين فضلوا الأزياء "الحديثة" التي يقودها الإيطاليون) و"روكرز"
(الذين كانوا يرتدون جلود الدراجات النارية)، وكان لكلٍ أسلوب أعماله الموسيقية المفضلة.
وفي ستينيات القرن الماضي، أدخلت فرقة البيتلز قصات الشعر المسطحة، والسترات بدون ياقة، وأحذية البيتلز إلى عالم الموضة وكان
موسيقيو الروك أيضًا من أوائل الذين تبنوا أزياء الهيبيز وأشاعوا أنماطًا مثل الشعر الطويل وسترة نهرو.

## الدين
نشأت موسيقى الروك كجزء من ثورة ثقافية واجتماعية عالمية شككت في سلطة الكنيسة. لذا كان رجال الدين من الأديان التوحيدية الثلاثة
وخاصة المسيحية يشعرون بالتهديد والتحدي الناتج عن موسيقى الروك، وتوقعوا وجود رسائل شيطانية مخفية في هذه الموسيقى. وهذا
أدى إلى شن حملة صليبية على موسيقى الروك. وفي بعض الحالات، عبَّر فنانو موسيقى الميتال عن وجهات نظر شيطانية. ونُقل عن
البابا بنديكتوس السادس عشر وفقًا لهيئة الإذاعة البريطانية، أن موسيقى الروك... هي التعبير عن المشاعر العنصرية، وفي مهرجاناتها
أحيانًا تتخذ طابعًا عباديًا، وهي شكل من أشكال العبادة.